# دوول مورتگات

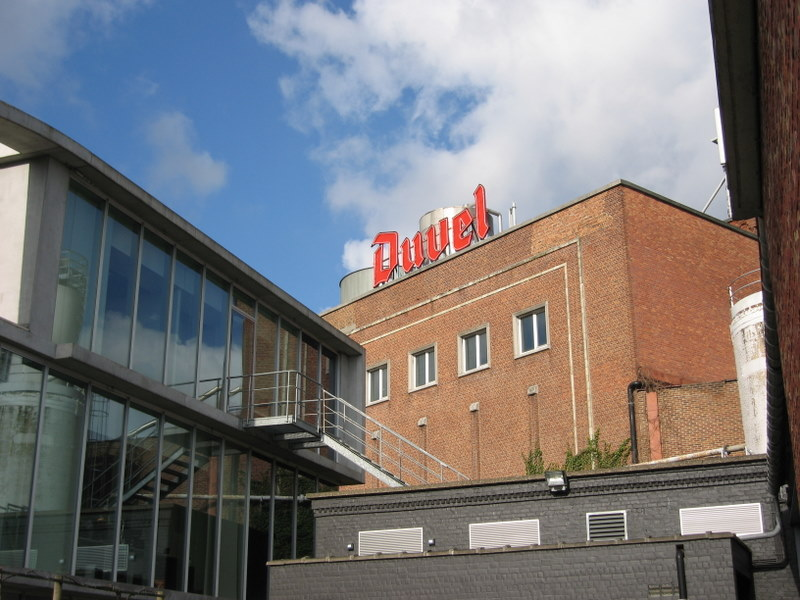
دوول مورتگات

دوول مورتگات (انگلیسی: Duvel Moortgat) شرکت نوشیدنی بلژیکی است، که در سال ۱۸۷۱ تأسیس شد.